# Hoegaarden
Hoegaarden ist eine Gemeinde in der niederländischsprachigen Provinz Flämisch-Brabant in Belgien. Sie besteht aus den drei Ortsteilen Hoegaarden, Meldert und Outgaarden. Hoegaarden ist bekannt für seine Bierspezialitäten.

## Geschichte

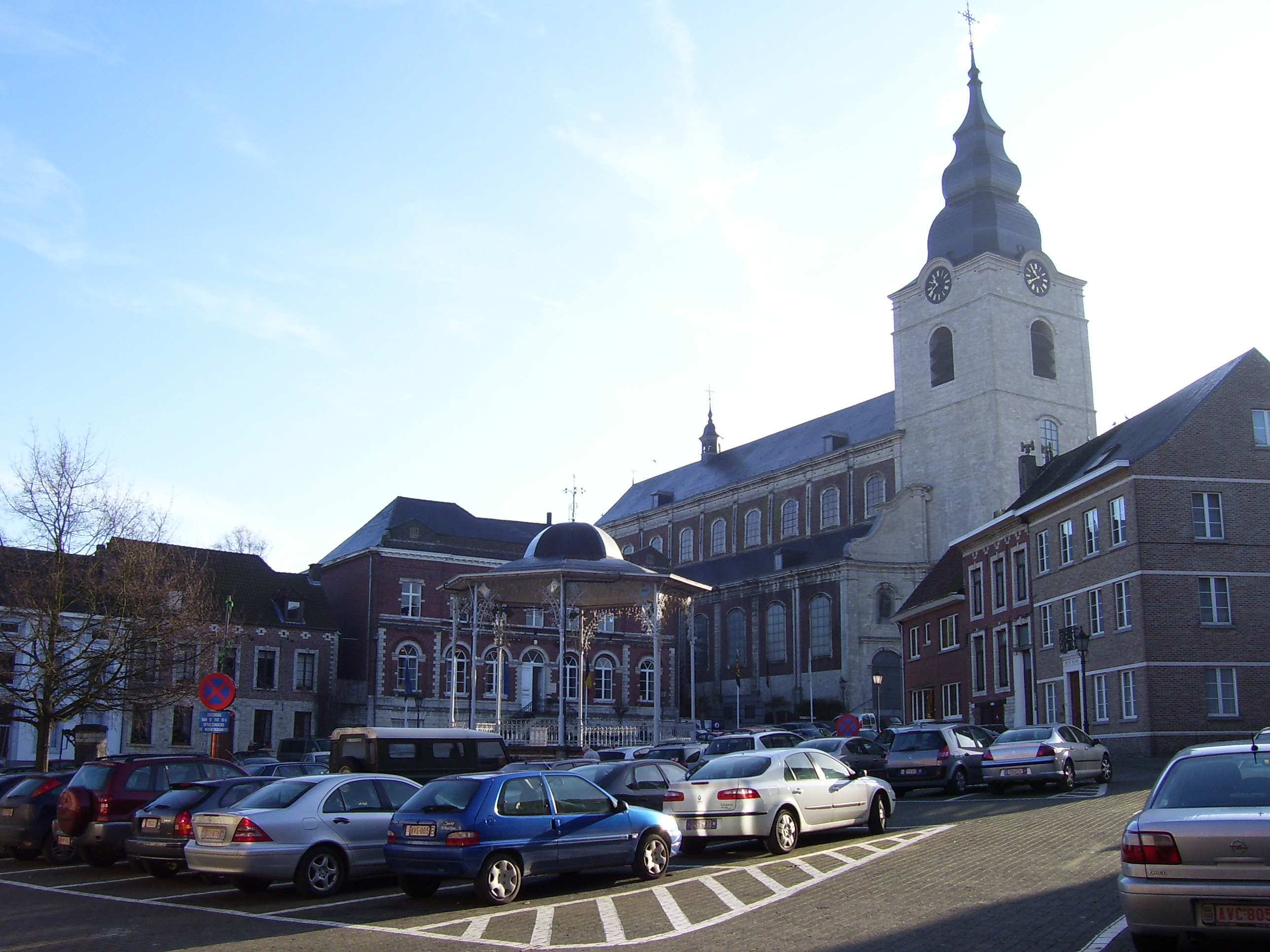
Rathaus und Gorgonius-Kirche

Die Gegend von Hoegaarden war schon zu Römerzeiten besiedelt, wie Ausgrabungen römischer Villen in den 1980er Jahren zeigten. Der Ort und das Kapitel von Hoegaarden, welches rechtlich vom Kölner Domkapitel abhängig war, wurden von Gräfin Alpaïdis/Alpeide, der letzten Herrscherin der Grafschaft Brunengruz/Bruningerode, gegründet. Nach ihrem Tod 987 schenkte König Otto III. die Grafschaft an Notger von Lüttich, den ersten Fürstbischof von Lüttich. Dadurch war Hoegaarden bis zur Französischen Revolution eine lütticher Enklave im Herzogtum Brabant.
Bis zur Abdankung Kaiser Karl V. 1556 genoss Hoegaarden eine relativ ruhige Zeit. Als aber unter Philipp II. der Herzog von Alba Statthalter der spanischen Niederlande wurde, litt auch Hoegaarden unter dessen Schreckensherrschaft. Im Französisch-Niederländischen Krieg musste Hoegaarden fortlaufend mit Kriegsgewalt dafür bezahlen, dass Lüttich die Ziele Ludwigs XIV. unterstützte, Holland zu bestrafen und die Grenzen zu begradigen.
Unter der Österreichischen Herrschaft (1714–1795) erlebte Hoegaarden sein goldenes Zeitalter, wobei es seinen zunehmenden Wohlstand vor allem der Bierbrauerei verdankte. 1726 gab es dort 36 Brauereien und etwa 110 Mälzereien. Aufgrund des Reichtums konnte die verfallene romanische Kirche durch einen neuen Bau im Rokokostil ersetzt werden. Die Gorgonius-Kirche ist eines der wenigen Gebäude in diesem Stil in Belgien.

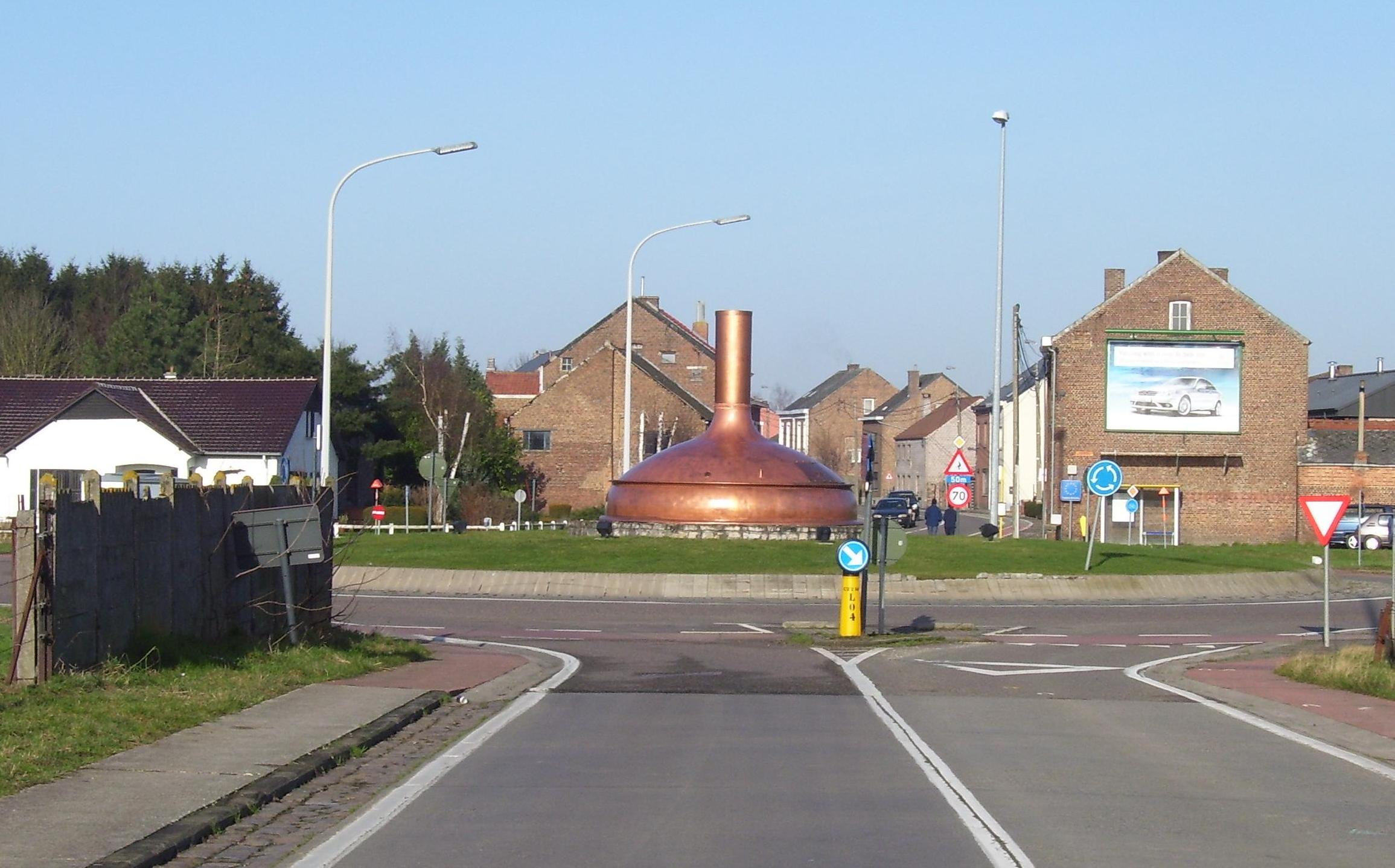
Kreisverkehr nahe der Brauerei

Die Französische Revolution bereitete der Blütezeit von Hoegaarden ein Ende. Die Konkurrenz durch Lagerbier und die Plünderungen während der beiden Weltkriege wirkten sich zerstörerisch auf die Brauindustrie von Hoegaarden aus. Die letzte Brauerei wurde 1957 geschlossen. 1966 belebte Pierre Celis die Brautradition des Ortes wieder, indem er die Brauerei De Kluis („Das Kloster“) gründete, die 1989 – 4 Jahre nach einem verheerenden Brand – von Interbrew (heute Anheuser-Busch-InBev-Gruppe) übernommen wurde und heute unter dem Namen Hoegaarden auf dem Gemeindegebiet weiter betrieben wird.
Seit 2004 ist das ehemalige Kapitelhaus der Gorgonius-Kirche mit seinem 4 Hektar großen Park ein öffentlich zugänglicher flämischer Schaugarten mit 26 Themengärten (De Tuinen van Hoegaarden).

## Politik
Der Gemeinderat (Gemeenteraad) hat 18 Mitglieder (Raadsleden), aus ihm heraus wird das College mit dem Bürgermeister (Burgemeester) und vier Schöffen (Schepenen) gebildet.

## Persönlichkeiten
- Louis Hardiquest (1910–1991), Radrennfahrer

## Städtepartnerschaften
- Altmünster in Oberösterreich, Österreich